# Maserati
Maserati er en Italiensk luksusbils-fabrikant. Virksomheden er oprindeligt etableret som Officine Alfieri Maserati 1. december 1914, i Bologna.
Virksomhedens hovedsæde er i dag i Modena.
Maserati er siden 1993 ejet af Fiat Group Automobiles.

## Historie
Maserati brødrene, Alfieri, Bindo, Carlo, Ettore, og Ernesto var alle i bilbranchen i starten af 1900-tallet. Alfieri, Bindo and Ernesto byggede en 2-liters Grand Prix bil til Diatto. I 1926 indstillede Diatto produktionen af racerbiler, hvilket førte til produktionen af den første Maserati.
Alfieri vandt racerløbet Targa Florio på Sicilien i 1926 i en af de første Maseratier. Maserati producerede racerbiler med 4, 6, 8 og 16 cylindre (to parallelmonterede række-8'ere). Maserati's trefork-logo menes at være skabt af endnu en Maserati-bror, kunstneren Mario, baseret på Neptun-springvandet Fontana del Nettuno, der står i Bologna.
Alfieri Maserati døde i 1932, men brødrene Bindo, Ernesto og Ettore videreførte firmaet indtil de i 1937 solgte til Adolfo Orsi-familien, der i 1940 flyttede hovedkvarteret til Modena, hvor det ligger i dag.
Fokus var stadig på motorsport og med stor succes, blandt andet sejre i Indianapolis 500 i 1939 og 1940. Den argentinske racerkører Juan Manuel Fangio kørte for Maserati i 1950'erne og vandt blandt meget andet VM i 1957 i en Maserati 250F.
I 1968 blev Maserati overtaget af Citroën, der blandt andet fremstillede en Citroën SM med Maserati-motor. Citroën udviklede tre nye Maserati modeller (Bora, Merak, og 'Khamsin). Både Citroën og Maserati gik konkurs i følge af Energikrisen i 1973.
I 1975 blev Maserati overtaget af Alejandro de Tomaso, en fhv. racerkører fra Argentina. I 1993 blev Maserati en del af FIAT-koncernen.

## Modeller
Modeller i 2017:
Gran Turismo er betegnelsen for en vogn til store ture og lange rejser. Gran Turismo er en 2-dørs coupe med 4 sæder og god plads på bagsædet.
Gran Cabrio er cabrioletversionen af Gran Turismo og har softtop (stoftag).
V8-motoren der bruges i Maserati Gran Turismo og Gran Cabrio er bygget på samme konstruktion som de der benyttes i Alfa Romeo 8C Competizione, Ferrari 430, Ferrari 458 og Ferrari California.
Ghibli er Maseratis indstigningsmodel i mellemklassen og har navn efter en meget varm luftstrøm, der er arabisk for sydvind. Ghibli er en 4-dørs sedan model i BMW 5-klassen og fås også med 4-hjulstræk.
Levante er den første SUV fra Maserati og har navn efter en østlig vind i den vestlige del af Middelhavet. Levante har permanent 4-hjultræk, der hos Maserati hedder Q4.
Begge disse biler leveres med en 60 graders 3,0 liters V6 turbomotor i både benzin (330-450hk/500-580Nm) og diesel (270hk/600Nm) og har en 8-trins gearkasse fra ZF.
Quattroporte betyder ganske enkelt fire døre på italiensk. Quattroporte er en sportssedan i BMW 7-klassen.
Quattroporte leveres med samme motorer som Ghibli og Levante, samt en 3,8 liters V8 med 530hk/650Nm. Findes også som Q4, der normalt er baghjulstrukket, men kobler forhjulene til efter behov.